# Laudemio
Il laudèmio, dal latino medievale laudemium, probabilmente derivato da laudare, approvare, era la prestazione che, ad ogni mutamento della persona del signore o del vassallo, era anticamente dovuta al signore.
Nei primi tempi feudali l'ereditarietà, e di conseguenza il laudemio, riguardava solo i vassalli maggiori, ma poi, con la Constitutio de feudis di Corrado II il Salico, nel 1037 l'ereditarietà e il laudemio si estesero a ogni grado della gerarchia.
Il laudèmio ebbe varia fortuna nell'Europa feudale, decadendo rapidamente in Francia e nei domini aragonesi dell'Italia meridionale e delle isole, prendendo largo piede in Italia settentrionale e altrove.
Il termine, per l'analogia che i giuristi medievali stabilirono tra il feudo e l'enfiteusi, passò a indicare anche la tassa di rinnovazione di tutte le concessioni di fondi a lunga durata. In Italia il codice civile del 1865 abolì all'articolo 1562 in caso di trasmissione del fondo enfiteutico ogni prestazione al concedente.
In sostanza nel mondo medievale era una prestazione di norma in denaro che veniva data al concedente dall'enfiteuta nel momento in cui si trasferiva il diritto di enfiteusi, ovvero il solo diritto di utile dominio.
A volte era chiamato anche calciarium.